# Castelo de Souto Maior

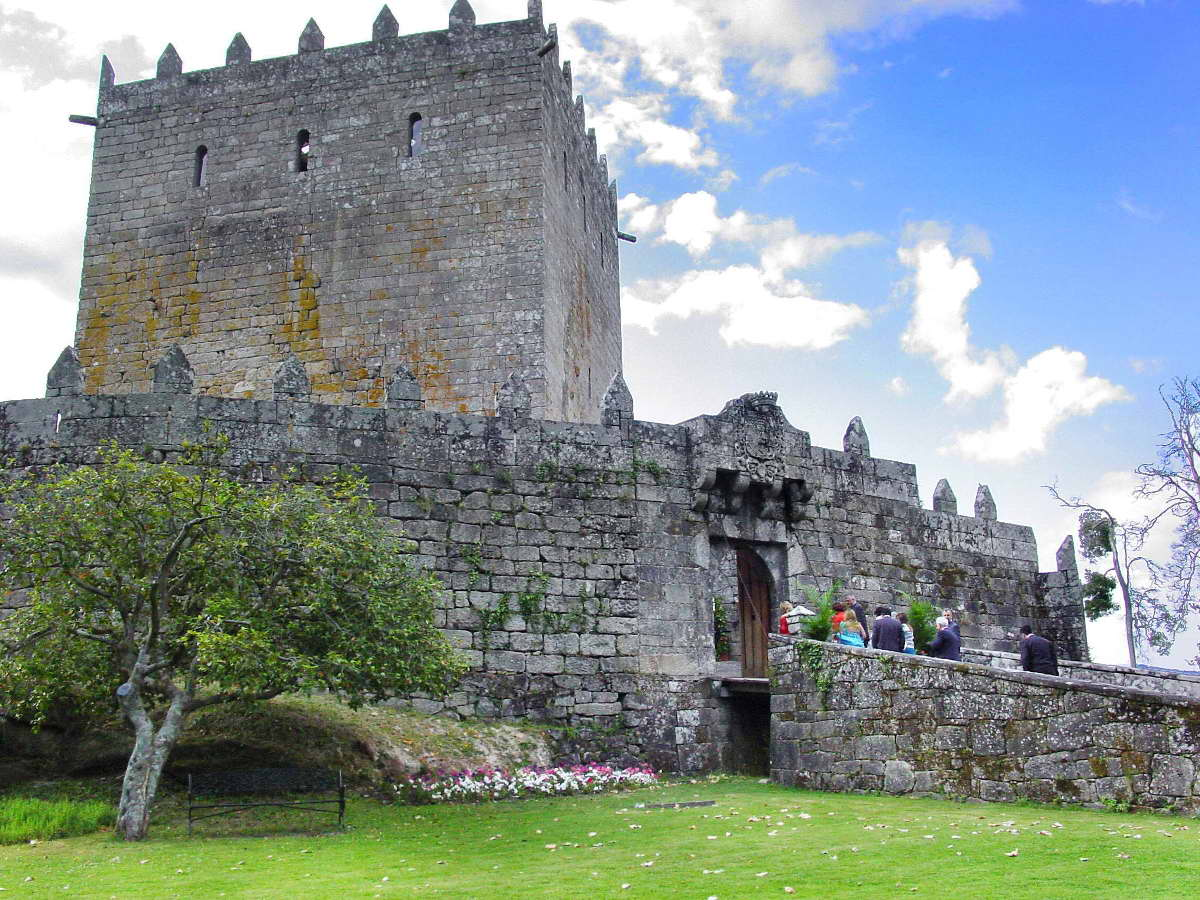
Castelo de Soutomaior, Espanha.

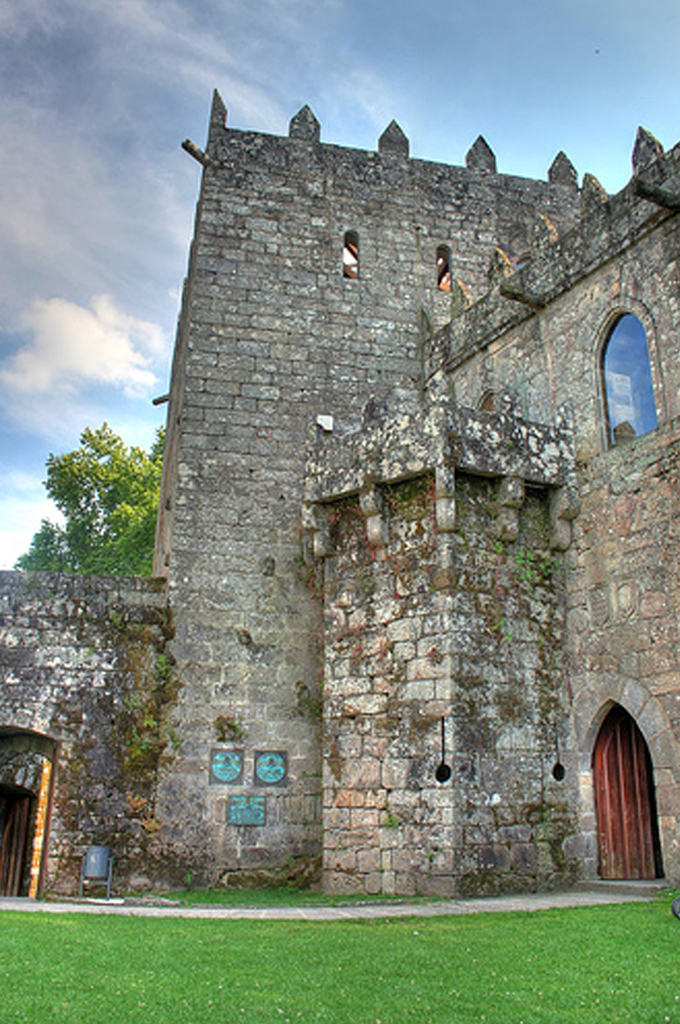
Castelo de Soutomaior, Espanha

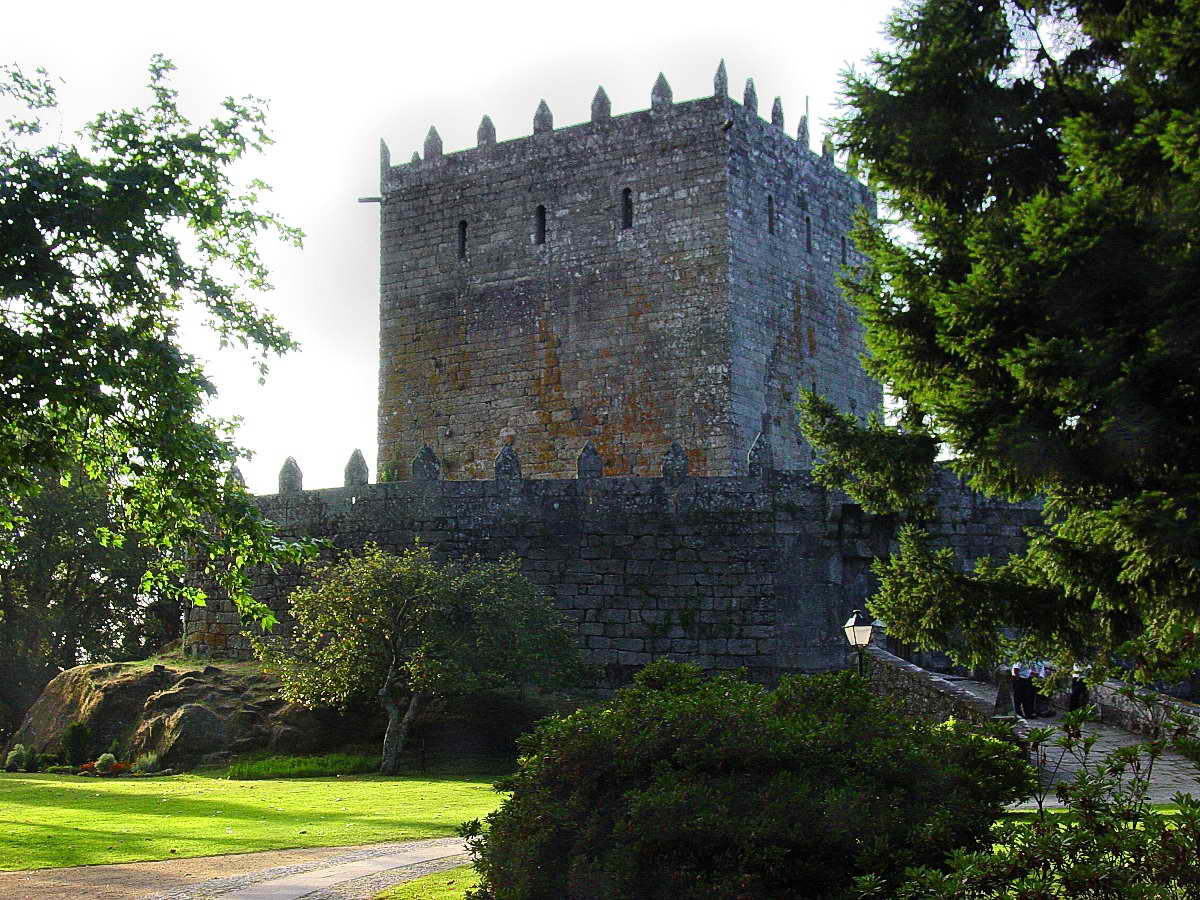
Castelo de Soutomaior, Espanha: Torre de Menagem.

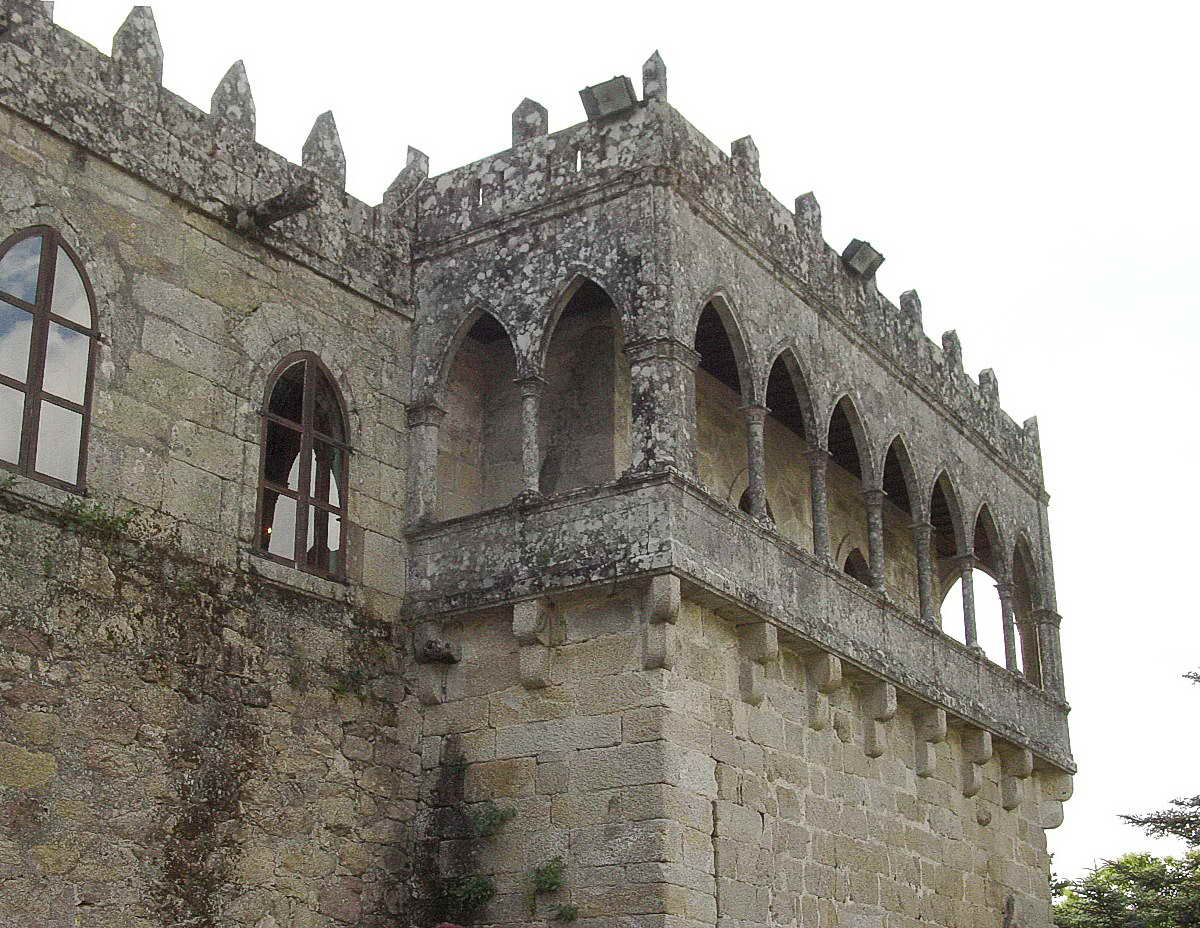
Castelo de Soutomaior, Espanha: Galeria das Damas.

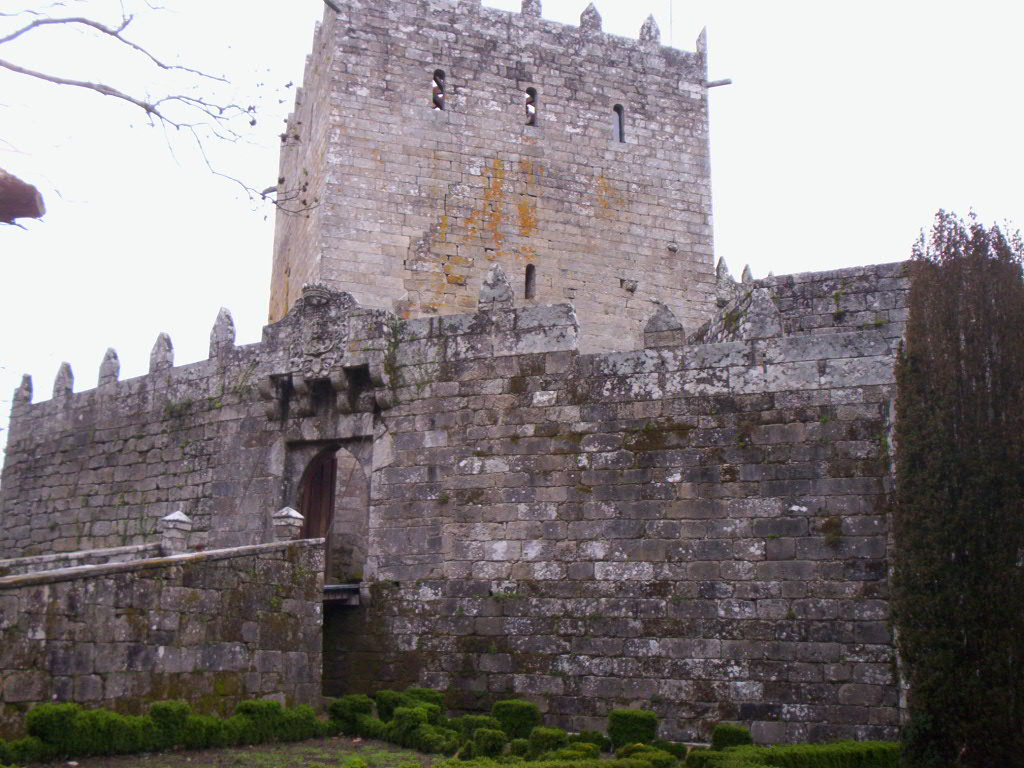
Castelo de Soutomaior, Espanha: Torre de Menagem.

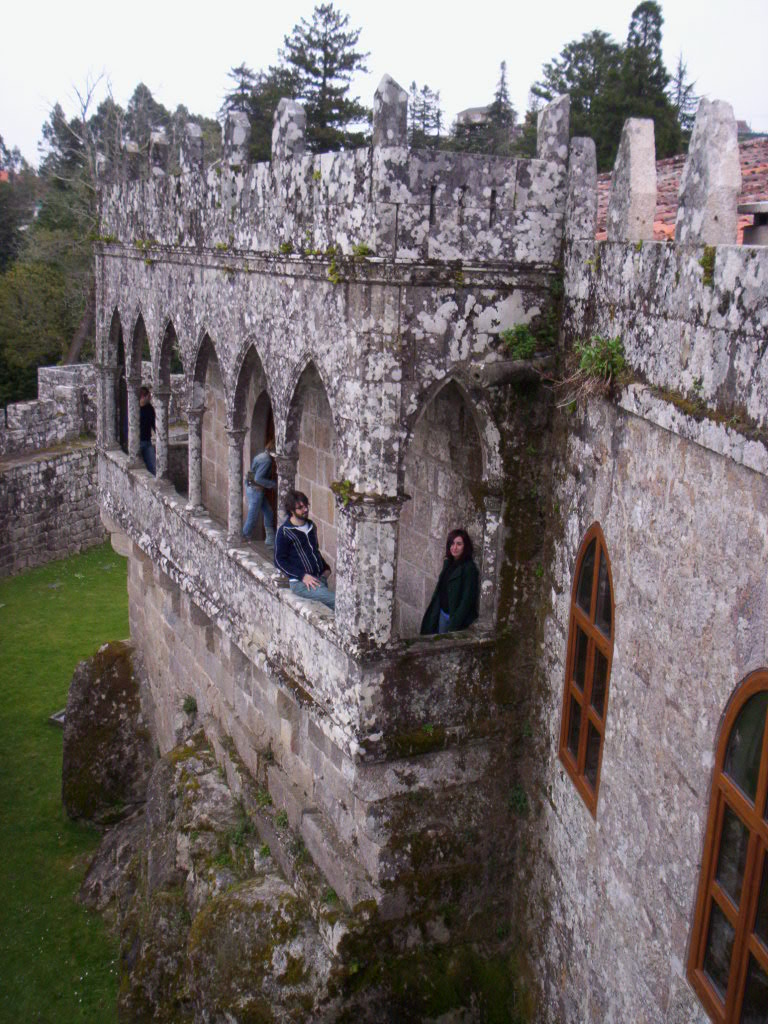
Castelo de Soutomaior, Espanha: galeria das damas

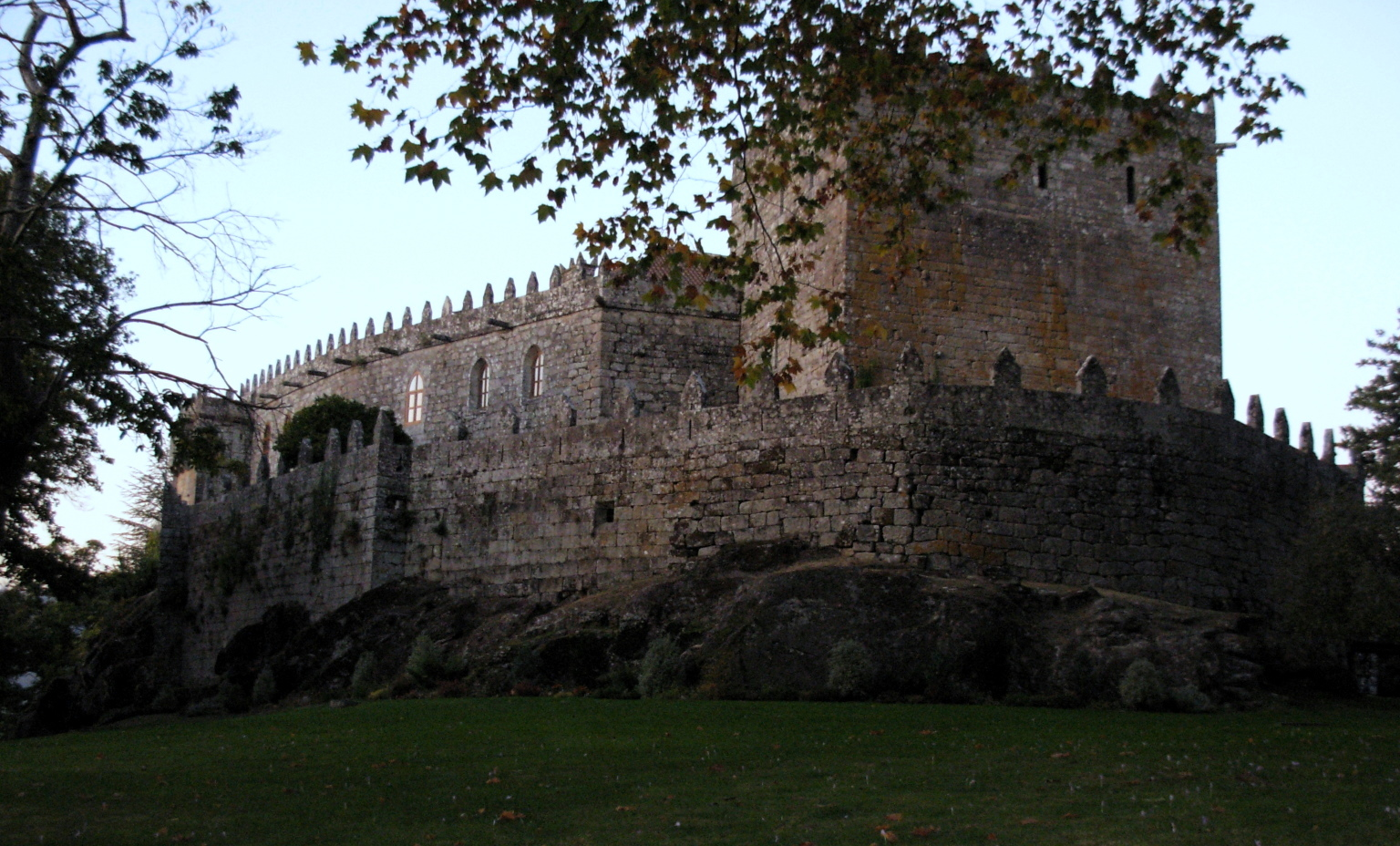
Castelo de Soutomaior, Espanha: vista geral

O Castelo de Soutomaior localiza-se na paróquia de San Salvador de Soutomaior, no concelho de Soutomaior, na província de Pontevedra, na comunidade autônoma da Galiza, na Espanha.
Ergue-se no alto do monte Viso, a 119 metros acima do nível do mar, em posição dominante sobre a confluência dos rios Oitavén e Verdugo, lugar estratégico para o controlo do trânsito entre o Sudoeste e o centro da Galiza. Erguido em data incerta, é o lugar de origem e o centro de poder de uma das linhagens mais significativas da Galiza medieval, os Soutomaior. Localiza-se a 15 km da cidade de Pontevedra.

## História

### Antecedentes
A primitiva origem desta fortificação não é clara. Uma lenda local refere a sua construção em época anterior à Invasão muçulmana da Península Ibérica. A historiografia, por outro lado, embora sem provas documentais que o corroborem, remonta-o ao século XII, erguido por iniciativa de Paio Méndez Sorrelle, o primeiro a utilizar o apelido Soutomaior.

### A Baixa Idade Média
A partir de então, os Soutomaior participaram como na maioria dos acontecimentos políticos e sociais na história da Galiza, nomeadamente na guerra civil entre Pedro I de Castela e Henrique de Trastâmara, nas guerras com Portugal, nas revoltas Irmandinhas, ou nos múltiplos confrontos entre os bispados de Tui e de Santiago e das casas nobres galegas entre si.
Entre os membros desta família destaca-se a figura de Pedro Álvarez de Soutomaior, mais conhecido pelo apelido de “Pedro Madruga”. Vizinho ao Castelo de Soutomaior encontra-se o Castro de Penedo onde, em 1477, o Arcebispo de Santiago, Alonso II de Fonseca e Ulloa fez erguer o Castelo de Castrizán, com a função de controlar o de Soutomaior. Quando de seu regresso do cativeiro em Castela, Madruga conquistou e arrasou o castelo do arcebispo, em cujo sítio, ergue-se, actualmente, a ermida da Virgem das Neves. Após o seu falecimento, em 1486, as disputas sucessórias pelos seus domínios, fizeram com que a proeminência desta família declinasse.

### Do séculoXVIII aos nosos dias
As disputas sucessórias não se resolveram até que, em 1795, a Chancelaria de Valladolid solucionou-as, decidindo a favor de Benito Fernando Correa de Soutomaior, 4º. marquês de Mos. Entretanto, perdida a sua função estratégica, o castelo já se encontrava em estado de ruína iminente.
Em 1870, Antonio Aguilar y Correa, marquês de la Vega Armijo, estabeleceu residência de Verão no castelo, para o que lhe procedeu a obras de remodelação e ampliação, que lhe transmitiram o actual aspecto de uma residência apalaçada.
Nesta fase, conheceu uma dinâmica vida social e política, tendo mesmo sido visitado pelo rei Afonso XII de Espanha. Essa dinâmica prosseguiu com a sua nova proprietária, a partir de 1902, María Vinyals e Correia, marquesa de Ayerbe, conhecida popularmente como Dama vermelha (precursora do movimento feminista na Espanha), e seu esposo, o doutor Lluria (promotor da militância marxista em Cuba), até que o casal, acusado de intrigas políticas, perdeu a propriedade em hasta pública, em Outubro de 1917, iniciando-se um novo período de abandono e decadência do castelo.
Em nossos dias foi adquirido pela Deputação provincial de Pontevedra (1982), que lhe promoveu intervenção de consolidação e restauro, trabalhos concluídos em 1987.
Actualmente conserva-se em bom estado, utilizado em actividades culturais e, em que pesem as numerosas reformas sofridas ao longo de sua história, mantém o seu carácter medieval.

## Características
Embora se desconheça se a actual estrutura foi erguida sobre outra, anterior, alguns indícios levam a crer que sim, dado o tipo de lavra no paramento da torre de menagem, onde se encontram pequenos perpianhos, muito erodidos e irregulares, superpostos a corda e tição, mesma técnica que se empregou nas torres portuguesas fronteiriças do século XII.

### As muralhas
O conjunto ocupa uma área total de 25 hectares, constituindo-se de um duplo perímetro muralhado de planta ovalado orgânico (adaptado ao terreno).
A primeira cintura de muralhas é rasgada por duas portas: a Sul, actualmente utilizada, e que conserva as armas do marquês de Mos, e a Norte, o primitivo portão de armas, ostentando as armas da família Soutomaior e Zúñiga.
A segunda cintura é posterior à revolta Irmandinha, quando o castelo foi severamente danificado, necessitando extensa reforma. Não se sabe se esta segunda muralha substituiu outra anterior, uma vez que não foram identificados vestígios que assim o demonstrem. Nela são visíveis novidades construtivas como as frestas, testemunhas da comunicação do passo da guarda, hoje em dia entaipadas.
Nas reformas de fins do século XIX foram construídas a maior parte do parapeito e as ameias do recinto exterior, como também seteiras e gárgulas que coroam os muros exteriores.

### A torre de menagem
O corpo principal do conjunto é dominado pela primitiva torre de menagem. De planta retangular, ocupa cerca de 150 metros quadrados e eleva-se a 15 metros de altura. Os seus muros, em determinados trechos, apresentam uma espessura de mais de 3,5 metros. É dividida internamente em vários pavimentos, sendo acedida pelo primeiro pavimento, primitivamente através de uma ponte levadiça.

### O palácio
O palácio, adossado à torre de menagem, estende-se para Norte até uma segunda torre, datada do século XV, da qual se conservam os primitivos perpianhos.
É fruto da reconstrução e ampliação realizada pelos marqueses de la Vega de Armijo, e que seguiram o estilo historicista em voga na época, configurando-se como um palácio neogótico. Nele abriram-se galerias, portas e vãos com arcos ogivais para o exterior; no interior construíram-se se novas escadas, uma capela, salões com artesoado de madeira e chaminés.
Neste conjunto destaca-se, pelo encanto romântico que a envolve, a chamada galeria das damas, delicada obra neogótica voltada para o pátio de armas.

### Os jardins
Os jardins envolventes totalizam 15.700 metros quadrados, sendo fruto dos trabalhos não apenas do marquês de la Vega e Armijo, mas dos posteriores proprietários. Neles podem-se encontrar numerosas espécies vegetais, algumas com mais de oitocentos anos de antiguidade, desde cedros do Líbano, eucaliptos, abetos, palmeiras, camélias, castanheiros, laranjeiras, magnólias, plátanos, azevinhos, ciprestes, sequóias e uma multidão de espécies de fetos ou plantas florais como hortênsias, que lhe conferem um belo colorido.

## Galeria

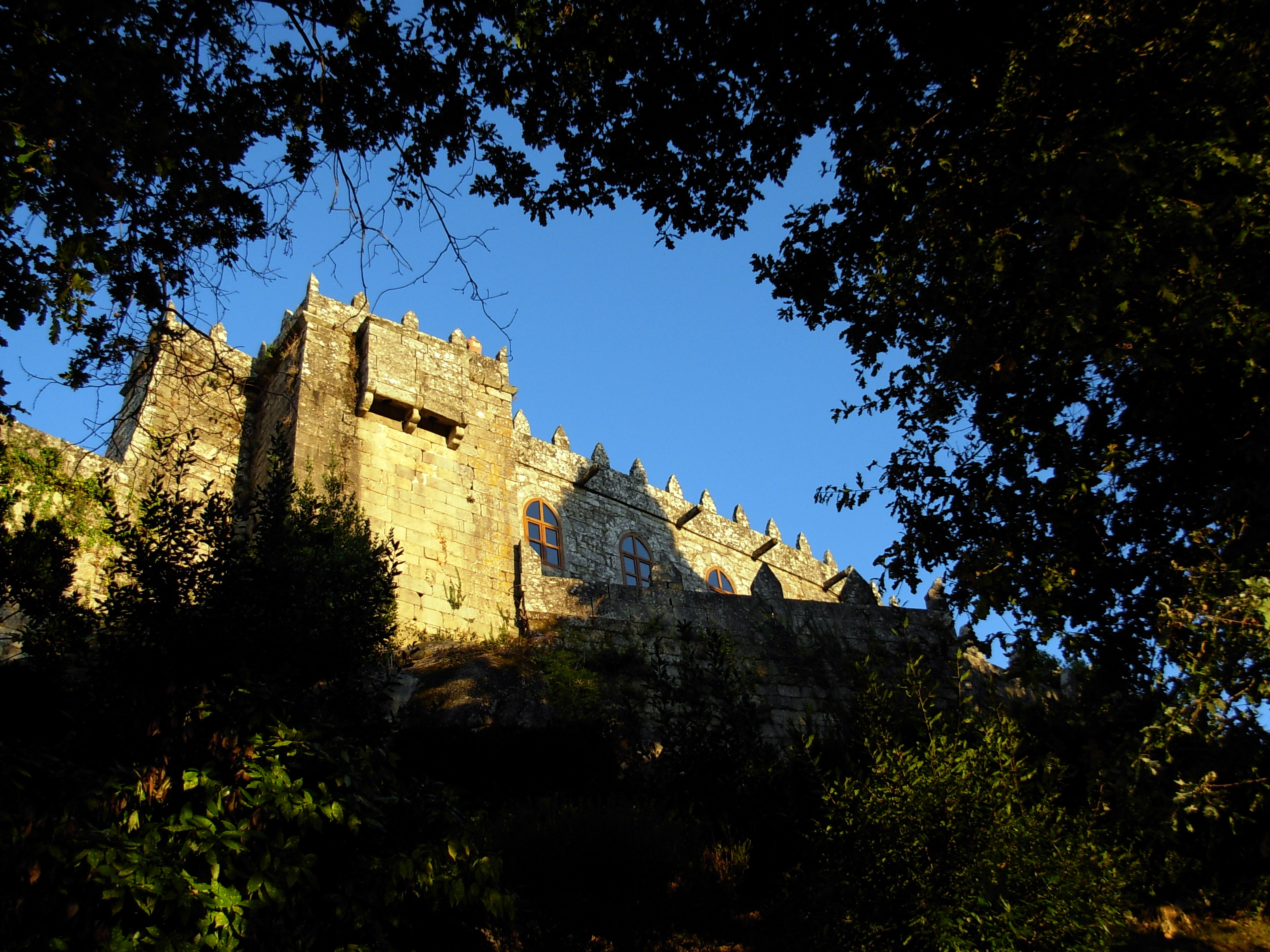
Detalhe da Galeria das Damas
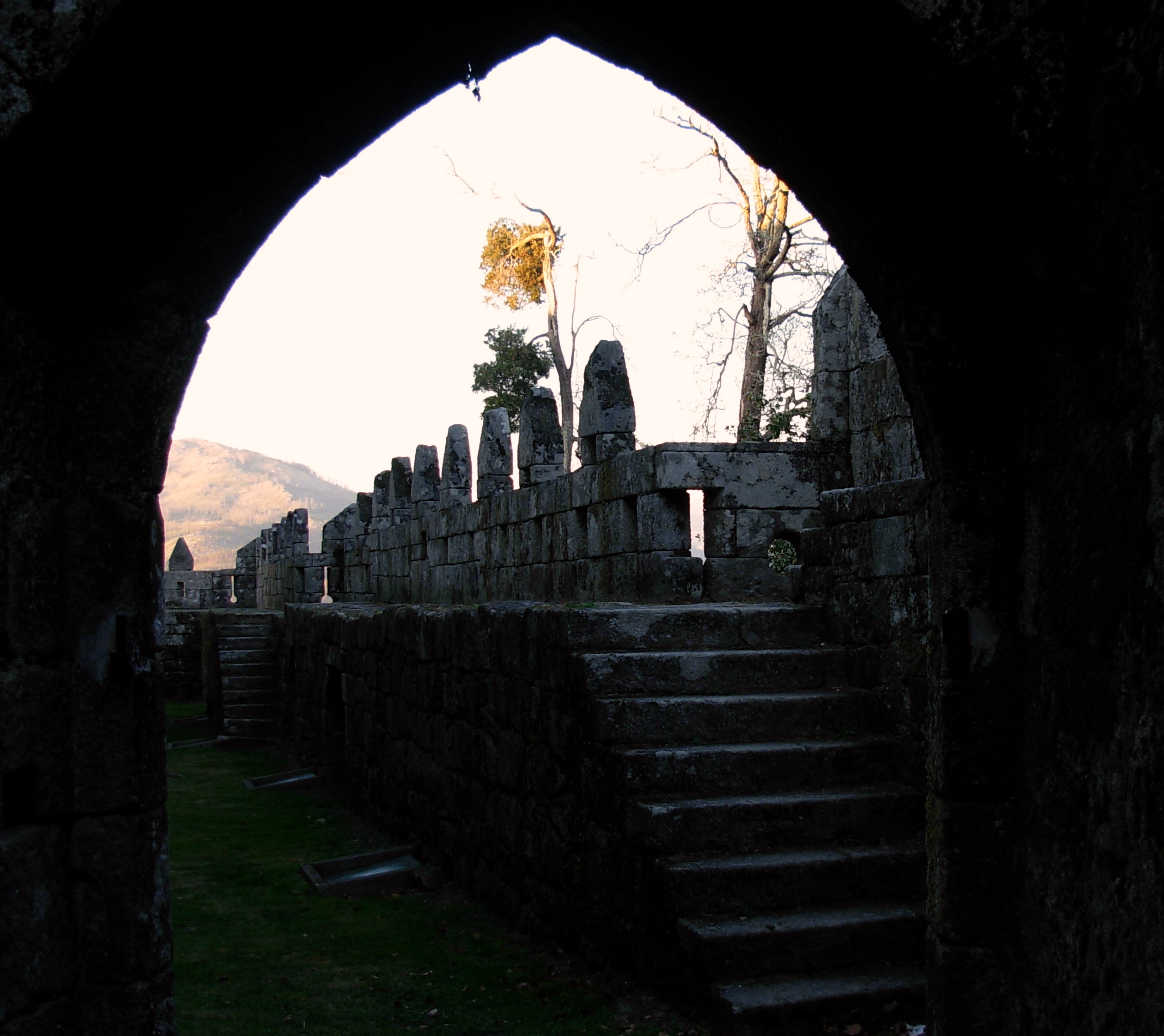
Adarve
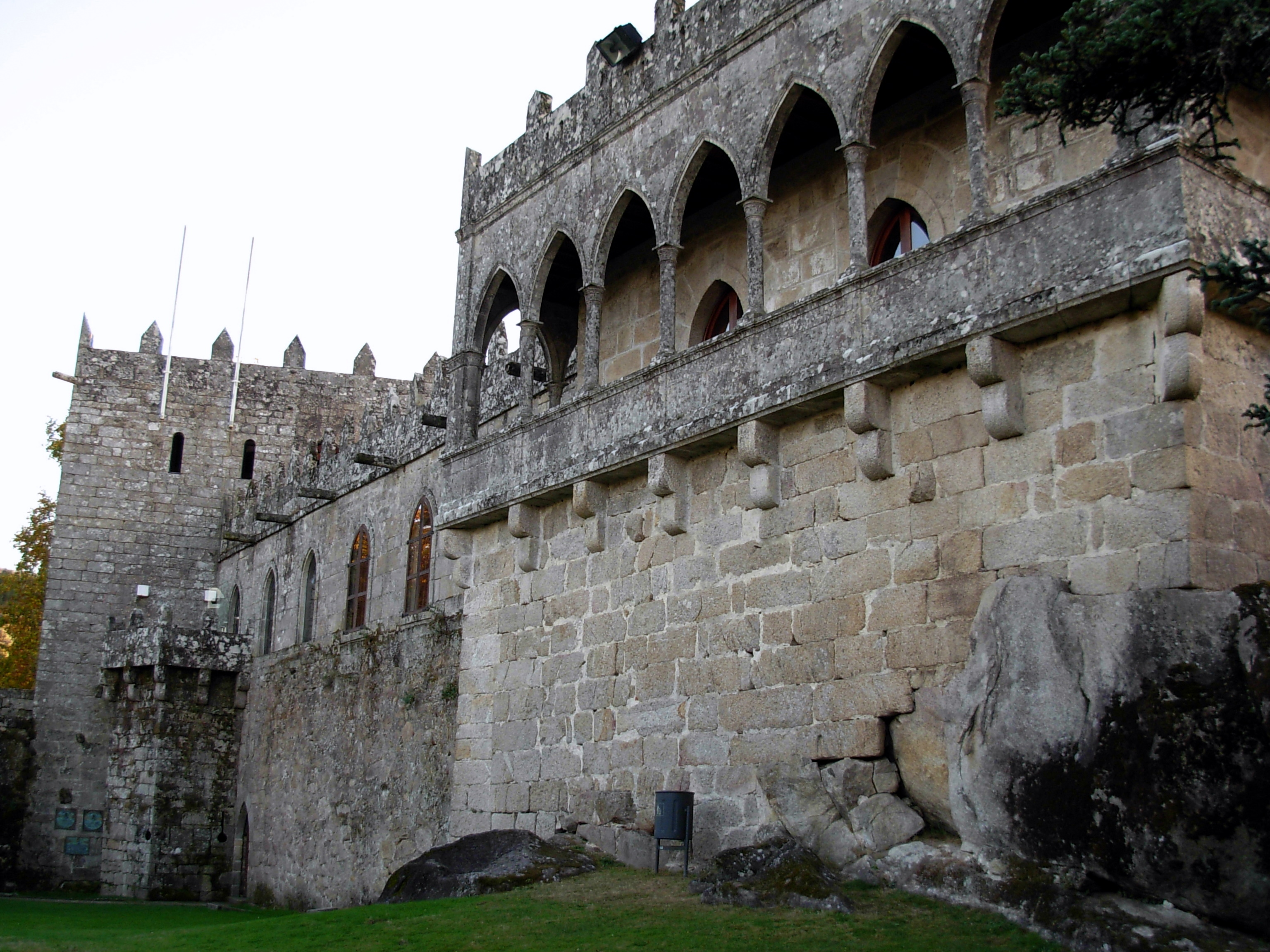
Galería das Damas a partir do fosso